# Berndt von Saenger
Berndt von Saenger (* 2. Januar 1891 in Polajewo, Kreis Obornik; † 25. Februar 1978 in Lüneburg) war Gutspächter und Abgeordneter der deutschen Minderheit im Sejm.

## Leben
Von Saengers Vater war Domänenpächter und Amtsrat in Polajewo. Berndt von Saenger besuchte das Gymnasium in Posen, wo er 1910 das Abitur ablegte. Anschließend studierte er Nationalökonomie und Landwirtschaft an den Universitäten Heidelberg, Berlin und Breslau. Daran schloss sich eine praktische landwirtschaftliche Lehrzeit an. Den Ersten Weltkrieg machte er von 1914 bis 1918 als Soldat mit. Ab 1919 war er Pächter der Güter Lukowo und Zerniki im Kreise Obornik. 
1928 wurde von Saenger als Abgeordneter des Wahlkreises Gnesen in den polnischen Sejm gewählt. Ende August 1939 wurde Saenger im Gefängnis Bereza Kartuska inhaftiert und am 17. September von deutschen Truppen befreit.
Von 1949 bis 1950 gehörte von Saenger dem Beirat der Landsmannschaft Weichsel-Warthe (LWW) als Vertreter Posens an. Er lebte damals in Lüneburg.